# RWD-17
Die RWD-17 ist ein polnisches Kunstflug-Schulflugzeug der 1930er Jahre. Das Kürzel RWD steht für die Konstruktionsgruppe Rogalski, Wigura und Drzewiecki.

## Entwicklung
Die RWD-17 bildete das Bindeglied zwischen dem Schulflugzeug RWD-8 und dem einsitzigen Kunstflugzeug RWD-10. Das Konzept wurde von Jerzy Drzewiecki entworfen, die Konstruktion lag in den Händen von Bronisław Żurakowski, der sich hierfür an der RWD-8 orientierte und von ihr die äußeren Tragflächen, die Motorverkleidung, die Anordnung der Sitze und das Fahrwerk übernahm. Der Prototyp mit dem Kennzeichen SP–BMX führte am 14. August 1937 seinen Erstflug durch. Im Verlauf der Tests wurde das Leitwerk zur besseren Wirksamkeit vergrößert. Anschließend entstand eine kleine Serie von zehn RWD-17, die an zivile Flugschulen geliefert wurden.
Auf Anraten Stanisław Rogalskis entwickelte Żurakowski im Frühjahr 1938 eine anfangs als RWD-17bis bezeichnete Schwimmerversion für die polnische Marine mit stärkerem Motor. Diese später in RWD-17W umbenannte Ausführung war mit Schnellverschlüssen am Rumpf ausgerüstet, so dass die Schwimmer innerhalb kurzer Zeit durch ein Landfahrwerk ausgetauscht werden konnten. Die Tests mit dem werkseigenen Testpiloten E. Przysiecki begannen im Juni 1938 bei RWD in Warschau-Okęcie und wurden deshalb auch vorerst mit Radfahrwerk durchgeführt. Später wurde das Muster nach Puck überführt und die Seeerprobung mit Schwimmern im dortigen Ostseehafen durchgeführt. Am 23. Dezember 1938 konnte sie zufriedenstellend abgeschlossen werden. Eine im Anschluss aufgelegte Kleinstserie von fünf RWD-17W wurde an die polnische Marine geliefert und bei der Seefliegerstaffel in Puck für Schulaufgaben verwendet.
In der Zwischenzeit hatte sich während des Betriebs der RWD-17 bei den Flugschulen herausgestellt, dass die Steuerbarkeit bei einigen der anspruchsvolleren Flugfiguren zu wünschen übrig ließ bzw. diese mit dem Muster erst gar nicht geflogen werden konnten. Im Winter 1938/39 überarbeitete Zurakowski deshalb die Tragflächenkonstruktion und gestaltete speziell die Flügelhinterkanten spitzer zulaufend, so dass ein trapezförmiger Grundriss entstand. Im folgenden Frühjahr ging das Modell, wie anfangs die RWD-17W als RWD-17bis bezeichnet, in die Erprobung und durchlief sie erfolgreich. Die polnischen Luftstreitkräfte zeigten sich interessiert und gaben eine Bestellung über 120 Flugzeuge auf, die 1940 ausgeliefert und zur Jagdflieger- und Sturzflugausbildung genutzt werden sollten. Aufgrund des Kriegsausbruchs kam es aber nicht mehr dazu.

## Einsatz
Nach dem deutschen Überfall auf Polen wurde eine der zivilen RWD-17 von der polnischen Armee übernommen und für Verbindungsaufgaben eingesetzt. Von den restlichen konnten sieben Stück nach Rumänien ausgeflogen und so dem Zugriff der deutschen Truppen entzogen werden. Von den bei der Marine in Puck geflogenen RWD-17W erhielten drei ein Radfahrwerk und konnten ebenfalls nach Rumänien evakuiert werden, wo sie von der rumänischen Armee übernommen wurden. Der mit Schwimmern ausgestattete Prototyp der RWD-17W sollte am 30. September 1939 nach Schweden ausgeflogen werden, verunglückte aber während des Starts und versank vor der Halbinsel Hela, wobei sich der Pilot retten konnte.

## Aufbau
Die RWD-17 ist ein abgestrebter Hochdecker in Gemischtbauweise. Der Rumpf besteht aus einem Stahlrohrgerüst mit Sperrholzverkleidung im oberen und vorderen Bereich und Stoffbespannung im übrigen. Die offenen Pilotenkabinen sind mit zwei hintereinander liegenden Sitzen und Doppelsteuerung ausgerüstet. Der dreiteilige, gepfeilte Tragflügel besitzt zwei Holme, I-Streben hin zum Rumpf und besteht wie das abgestrebte Normalleitwerk aus einem Holzgerüst mit Sperrholzbeplankung. Tragflügelmittelstück und Rumpf sind in Baldachinbauweise mit I-Stielen miteinander verbunden. Die Ruder sind stoffbespannt. Das starre Fahrwerk besteht bei der Landversion aus den ölpneumatisch gefederten, miteinander nicht durch eine Achse verbundenen Haupträdern und dem Spornrad am Heck. Die Schwimmerversion ist mit zwei einstufigen, gekielten Eldo-Metallschwimmern ausgerüstet, die mit dem Rumpf durch N- und untereinander durch I-Streben verbunden sind. Das Heckrad fehlt bei dieser Ausführung, an dessen Stelle befindet sich das nach unten gezogene, abgerundete Seitenleitwerk.

## Technische Daten

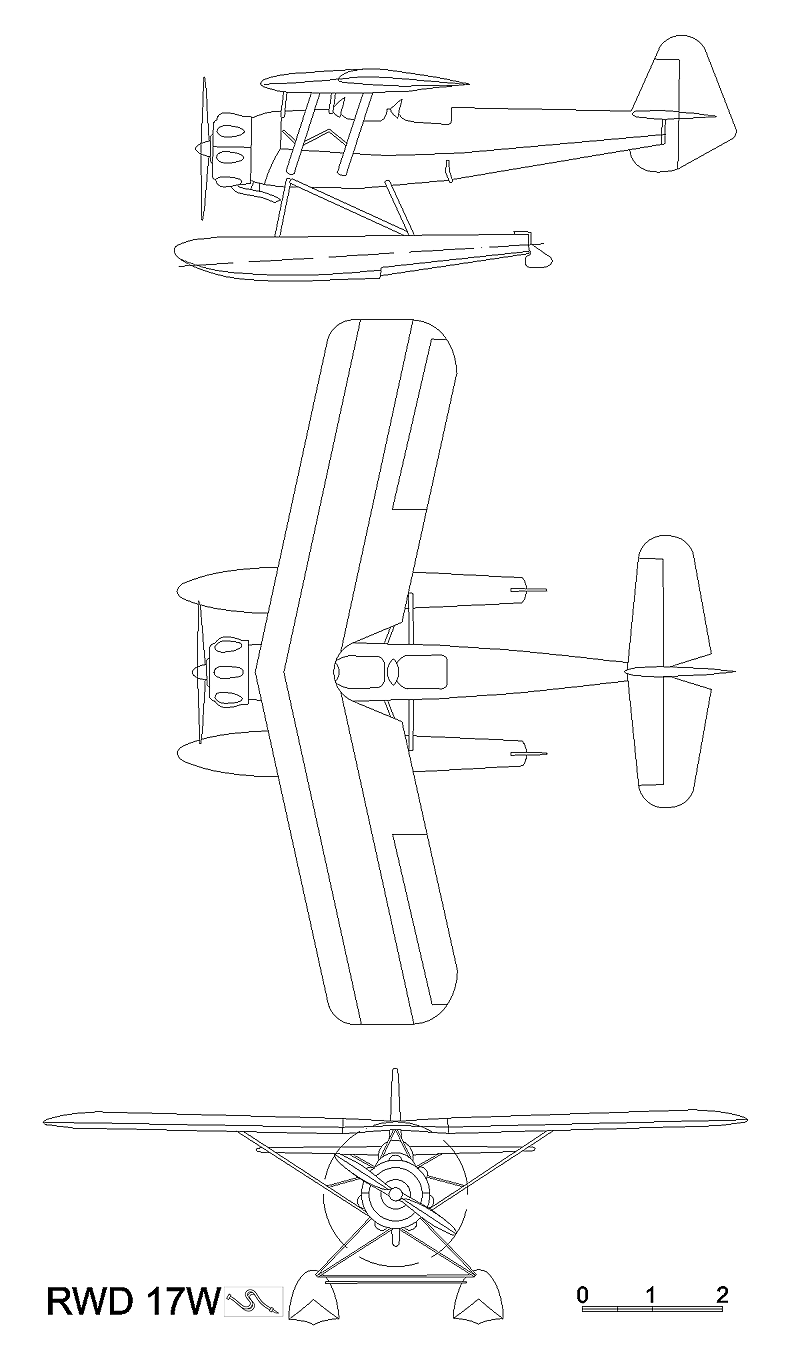
Dreiseitenriss der RWD-17W

| Kenngröße              | Daten (RWD-17)                                            | Daten (RWD-17W)                                                   |
| ---------------------- | --------------------------------------------------------- | ----------------------------------------------------------------- |
| Besatzung              | 2                                                         | 2                                                                 |
| Länge                  | 7,7 m                                                     | 7,8 m                                                             |
| Spannweite             | 10 m                                                      | 10 m                                                              |
| Höhe                   | 2,45 m                                                    | 3,75 m                                                            |
| Flügelfläche           | 18,7 m                                                    | 18,7 m                                                            |
| Flügelstreckung        | 5,3                                                       | 5,3                                                               |
| Flächenbelastung       | 40,6 kg/m²                                                | 48 kg/m²                                                          |
| Leistungsbelastung     | 6,3 kg/PS                                                 | 5,6 kg/PS                                                         |
| Flächenleistung        | 6,4 PS/m²                                                 | 8,56 PS/m²                                                        |
| Leermasse              | 520 kg                                                    | 610 kg                                                            |
| Nutzlast               | 240 kg                                                    | 290 kg                                                            |
| Startmasse             | 760 kg                                                    | 900 kg                                                            |
| Antrieb                | ein luftgekühlter Vierzylinder-Reihenmotor Walter Major 4 | ein luftgekühlter Siebenzylinder-Sternmotor Siemens-Halske Sh 14A |
| Leistung               | 96 kW (131 PS)                                            | 118 kW (160 PS)                                                   |
| Höchstgeschwindigkeit  | 195 km/h                                                  | 170 km/h                                                          |
| Reisegeschwindigkeit   | 165 km/h                                                  | 145 km/h                                                          |
| Mindestgeschwindigkeit | 80 km/h                                                   | k. A.                                                             |
| Steiggeschwindigkeit   | 4,5 m/s                                                   | 3,3 m/s                                                           |
| Dienstgipfelhöhe       | 5000 m                                                    | 3600 m                                                            |
| Reichweite             | 680 km                                                    | 500 km                                                            |